# Dyamankoppa (Inam), Hangal
Dyamankoppa (Inam) là một làng thuộc tehsil Hangal, huyện Haveri, bang Karnataka, Ấn Độ.